# Spezia Calcio 1906
Spezia Calcio (teljes nevük: 42 Corpo dei Vigili del Fuoco della Spezia (Spezia tűzoltói)) egy olasz labdarúgócsapat, amelynek La Spezia városában van a székhelye. Jelenleg a Serie B-ben játszanak. A csapat színe: fekete-fehér. A stadion neve Alberto Picco stadion.

## Története
A csapatot 1906-ban alapították, majd 2008-ban újraalapították.

### Az egyetlen bajnoki cím: 1944
1944-ben a második világháború miatt az Olasz labdarúgó-szövetség úgy döntött, hogy a felső ligát szétosztja regionális fordulókra (azaz lesz északi, déli, keleti és nyugati régió is). A csapat teljes neve 42 Corpo dei Vigili del Fuoco della Spezia, miután ez az egyesület a helyi tűzoltóság mellett található, és mivel sok játékosuk szerepelt Round D Emilia-Romagnán, valamint a Corradini Suzzarában, a Fidentinában, a Orlandi Bussetoban és Parma FC-ben. Spezia nyerte ezt a fordulót, és bejutott az elődöntőbe, amelyben ellenfelei a Suzzara, a Carpi FC és Modena FC lett. Spezia nyerte ebben a körben is, megnyerte az öt és a hat játéknapot, csak a Carpi FC ellen vesztett. Miután megnyerte az elődöntőt, a Spezia játszatott egy-két tartalékjátékost a Bologna FC ellen.
A döntőt Milánóban tartották, ahol a Venezia és a Torino FC ellen kellett pályára lépniük. Július 9-én az első mérkőzésen a Spezia és Venezia játszott: a végeredmény 1-1 döntetlen. Az akkor még fiatal olasz kommentátor Gazzetta így kommentálta: " Meglepő, hogy mik elő nem fordulnak. Hát kedves hallgatóim, ez a mérkőzés nem hozta ki magából a legjobbat, de sok kellemes pillanatot adott nekünk."
(Ezt azért mondta, mert mindenki szerint a Spezia volt az esélyesebb és mert nem találtak be az ellenfél hálójába, ugyanis az 1-0-s előnyük úgy volt, hogy a Venezia öngólt lőtt, majd a 76. percben a Venezia egyenlített). Majd a Torino FC ellen 2-1-re nyertek és biztosították az első bajnoki címét, mivel ezután a Torino FC 5-2-re legyőzte a Veneziát.
Döntő eredmények:
- Spezia 1-1 Venezia
- Spezia 2-1 Torino FC
- Torino FC 5-2 Venezia

### Kiesés a Seria B-be
2002-ben, a klub megállapodást kötött az Interrel. A csapat megkapta Goran Pandevet, Aco Sztojkovot, és az Alex Ciordazot első szezonban. A második szezonba, Christian Lizzorit, Luca Ceccarellit és Napolitano aláírt az Intertől. A 2004/05-ös szezonban Spezia megvásárolta Antonio Rizzotot az ACF Fiorentinától és Paolo Castellit az Intertől. 2006-ban a csapat megnyerte Serie C1 bajnokságot és támogatást szerzett a Serie B-ben. A szezon közepén aláírt Guilherme Do Prado, Tomás Guzmán, Corrado Colombo és a régi társak: Massimiliano Guidetti és Nicola Santoni. Spezia maradt a Serie B-ben.
2008-ban, mivel a pénzügyi nehézségek és az ezt követő kiesés miatt a Serie B-be kényszerült a klub. 2011 júniusában fogadási csalás miatt megbüntették: Giuseppe Ruggerit, Cristina Cappellutit, Rocco Russot, Accursio Scorzat, Piero Ausiliot és Francesco Meriggit.

## Sikerek
- Olasz bajnok: 1 (1944)
- Coppa Italia C bajnok: 1 (2004-05)
- Coppa Italia Pro bajnok: 1 (2011-12)
- Supercoppa di Lega Serie C1 bajnok: 1 (2005-06)
- Supercoppa di Lega di Prima Divisione bajnok: 1 (2011-12)
- Serie C : 3 (1928–29, 1935–36, 1939–40)
- Serie C1: 1 (2005–06)
- Lega Pro Prima Divisione: 1 (2011-12)
- Serie C2: 3 (1979–80, 1985–86, 1999–00)
- Serie D: 2 (1957–58, 1965–66)

## Jelenlegi csapat
2021. június 30-ai állapot szerint.
| #  |     | Poszt | Név               |
| -- | --- | ----- | ----------------- |
| 1  | NED | K     | Jeroen Zoet       |
| 3  | URU | V     | Juan Manuel Ramos |
| 4  | ITA | KP    | Gennaro Acampora  |
| 7  | ITA | V     | Jacopo Sala       |
| 9  | BUL | CS    | Andrey Galabinov  |
| 11 | GHA | CS    | Emmanuel Gyasi    |
| 12 | LIT | K     | Titas Krapikas    |
| 13 | ITA | V     | Elio Capradossi   |
| 18 | ANG | CS    | M'Bala Nzola      |
| 19 | ITA | V     | Claudio Terzi     |
| 20 | ITA | V     | Simone Bastoni    |

| #  |     | Poszt | Név                                          |
| -- | --- | ----- | -------------------------------------------- |
| 21 | ESP | V     | Salva Ferrer                                 |
| 24 | ARG | KP    | Nahuel Estévez (kölcsönben a Estudiantestól) |
| 25 | ITA | KP    | Giulio Maggiore                              |
| 28 | CRO | V     | Martin Erlić                                 |
| 31 | ITA | CS    | Daniele Verde                                |
| 34 | ALB | V     | Ardian Ismajli                               |
| 69 | ITA | V     | Luca Vignali                                 |
| 77 | BRA | K     | Rafael                                       |
| 88 | BRA | KP    | Léo Sena                                     |
| 94 | ITA | K     | Ivan Provedel                                |
| —  | BUL | V     | Petko Hrisztov                               |